# Ofensiva de Palmira (2017)
A Ofensiva de Palmira (2017) foi uma operação militar lançado pelo Exército Árabe Sírio, apoiado pelas Forças Armadas Russas e pelo Hezbollah, para recuperar a histórica cidade de Palmira, perdida para o Estado Islâmico, em dezembro de 2016.

## Ofensiva
Após conseguir repelir com sucesso os ataques do EIIL sobre a base militar de Tiyas, o Exército Sírio lançou a ofensiva, com o objectivo de recuperar Palmira, bem como o território à sua volta.
Lançada a 12 de janeiro, as tropas sírias e seus aliados, foram, progressivamente recuperando território, e, a 28 de fevereiro, encontravam-se a menos de 3 km da cidade de Palmira.
A 2 de março, o Exército Sírio reconquistava Palmira, e, no dia seguinte, recuperava o aeroporto desta cidade, e, assim recuperando total controlo sobre Palmira.
Graças a esta ofensiva, as tropas do governo sírio conseguiu libertar mais 1,700 quilómetros quadrados de território controlado pelo EIIL, bem como cinquenta e duas localidade, incluindo Palmira.